# UFC 186
UFC 186: Johnson vs. Horiguchi foi um evento de Artes Marciais Mistas promovido pelo Ultimate Fighting Championship, ocorrido em  25 de abril de 2015 no Bell Centre  em Montreal, Quebec.

## Background
O evento principal será a luta entre o atual campeão Demetrious Johnson e o desafiante Kyoji Horiguchi pelo Cinturão Peso Mosca do UFC.
Rory MacDonald era esperado para enfrentar Hector Lombard. No entanto, a luta foi cancelada pela organização por causa de uma falha no teste de antidoping de Lombard, em sua luta no UFC 182. Depois, MacDonald recebeu uma chance de lutar pelo cinturão no UFC 189.
TJ Dillashaw era esperado para enfrentar Renan Barão pelo Cinturão Peso Galo do UFC. No entanto, a luta foi cancelada devido a uma lesão na costela do campeão TJ Dillashaw.
Cláudio Silva era esperado para enfrentar Nordine Taleb no evento, no entanto, uma lesão o obrigou a ser substituído por Chris Clements.
Abel Trujillo era esperado para enfrentar John Makdessi no evento, no entanto, Trujillo quebrou o braço e foi substituído pelo estreante Shane Campbell.

## Card Oficial
Nota 1 Pelo Cinturão Peso Mosca do UFC.

## Bônus da Noite
- Luta da Noite:  Chad Laprise vs.  Bryan Barbarena
- Performance da Noite:  Demetrious Johnson e  Thomas Almeida